# Aplastodiscus ibirapitanga
Aplastodiscus ibirapitanga é uma espécie de anfíbio da família Hylidae. Endêmica do Brasil, pode ser encontrada nos estados de Minas Gerais e da Bahia.